# 히다카 게이타
히다카 게이타(일본어: 日髙 慶太, 1990년 2월 19일 ~ )는 일본의 축구 선수이다.

## 구단 경력
그는 2012년부터 2024년까지 J리그의 몬테디오 야마가타, FC 마치다 젤비아, 블라우블리츠 아키타, 반라우레 하치노헤, FC 오사카에서 활동하였다.